# Atherigona matilei
Atherigona matilei este o specie de muște din genul Atherigona, familia Muscidae, descrisă de Deeming în anul 1977. Conform Catalogue of Life specia Atherigona matilei nu are subspecii cunoscute.